# Sophie Mereau
Sophie Friederike Shubert, coniugata Mereau (Altenburg, 27 marzo 1770 – Heidelberg, 31 ottobre 1806) è stata una scrittrice romantica tedesca.

## Biografia
Sophie Friederike Schubart nacque ad Altenburg nel 1770. Durante la giovinezza di dedicò allo studio delle lingue, padroneggiando lo spagnolo, il francese, il tedesco e l'italiano. Rimasta orfana di entrambi i genitori prima dei vent'anni, nel 1791 divenna la prima donna a frequentare i seminari di Johann Gottlieb Fichte e, l'anno successivo, Ludwig van Beethoven musicò la sua poesia Feuerfarb, incentrata sull'armonia tra bellezza e verità. Nel 1793 si sposò con l'avvocato Karl Mereau, seguendolo a Jena; grazie a Mereau conobbe Friedrich Schiller, che avrebbe pubblicato diverse sue opere. Nel 1794 esordì con Das Blüthenalter der Empfindung, un romanzo sentimentale. Il matrimonio con Mereau fu infelice e chiacchierato, anche a causa dei numerosi tradimenti della donna, che nel 1795 si recò a Berlino con un amante; dopo la morte del primogenito Gustav, divorziò dal marito.
Nel 1800 svolse un'intensa attività letteraria, concludendo il romanzo (Amanda un Eduard, pubblicato sa Schiller), scrivendo numerosi racconti e poesie (pubblicate da Schiller in Thalia) e curando tre diverse riviste letterarie. Pioniera del femminismo in Germania, nel 1804 istituì l'Almanacco delle donne (Almanach für Frauen). Nel 1806 pubblicò a Berlino una sua versione dell'Elegia di Madonna Fiammetta di Boccaccio.
Rimasta nuovamente incinta nel 1803, si risposò con Clemens Brentano, padre del bambino, che nacque nel maggio seguente e morì a sole sei settimane di vista. Anche il suo quarto figlio, nato nel maggio 1805, morì a poche settimane di vite. Dopo l'aborto spontaneo della sua quinta gravidanza, si convertì al cattolicesimo. La sesta gravidanza le fu fatale e morì a causa di un'emorragia nel 1806 all'età di 36 anni.

## Opere (parziale)
- Das Blüthenalter der Empfindung, 1794.
- Gedichte, 1800-1802
- Kalathiskos, 1801–1802
- Amanda und Eduard, 1803.